# Białucha
Białucha (Delphinapterus) – rodzaj wodnych ssaków z rodziny narwalowatych (Monodontidae).

## Rozmieszczenie geograficzne
Rodzaj obejmuje jeden żyjący współcześnie gatunek – białuchę arktyczną, która występuje w wodach arktycznych i subarktycznych na południe do około 50°N.

## Morfologia
Długość ciała 300–450 cm; masa ciała 500–1600 kg.

## Systematyka
Rodzaj zdefiniował w 1804 roku francuski przyrodnik Bernard Germain de Lacépède w publikacji własnego autorstwa dotyczącej historii naturalnej waleni. Lacépède wymienił dwa gatunki – Delphinapterus beluga Lacépède, 1804 (= Delphinus leucas Pallas, 1776) i Delphinapterus senedetta Lacépède, 1804 (nomen dubium) – z których gatunkiem typowym jest Delphinapterus beluga Lacépède, 1804 (= Delphinus leucas Pallas, 1776).

### Etymologia
- Delphinapterus (Delphinaptera, Delphinaster, Delphinopterus): gr. δελφις delphis, δελφινος delphinos ‘delfin’; απτερος apteros ‘bezskrzydły, bez skrzydeł’, od negatywnego przedrostka α- a-; -πτερος -pteros ‘-skrzydły’, od πτερον pteron ‘skrzydło’[14].
- Beluga: ros. бҍлуга bieługa ‘biełucha’, od бҍлый biełyj ‘biały’[15].
- Delphis: gr. δελφις delphis, δελφινος delphinos ‘delfin’[16]. Gatunek typowy (oznaczenie monotypowe): Delphinus leucas Pallas, 1776.
- Argocetus: gr. αργος argos ‘jasny, biały’; κητος kētos ‘wieloryb’[17]. Gatunek typowy (oznaczenie monotypowe): Delphinus leucas Pallas, 1776.
- Leucas: gr. λευκος leukos ‘biały’[18]. Gatunek typowy (oznaczenie monotypowe): Delphinus leucas Pallas, 1776.

### Podział systematyczny
Do rodzaju należy jeden występujący współcześnie gatunek:
- Delphinapterus leucas (Pallas, 1776) – białucha arktyczna

Opisano również mioceński gatunek wymarły:
- Delphinapterus orcina Cope, 1875